# Калишин, Василий Фёдорович
Василий Фёдорович Калишин (1922—1963) — лейтенант Советской Армии, участник Великой Отечественной войны, Герой Советского Союза (1943).

## Биография

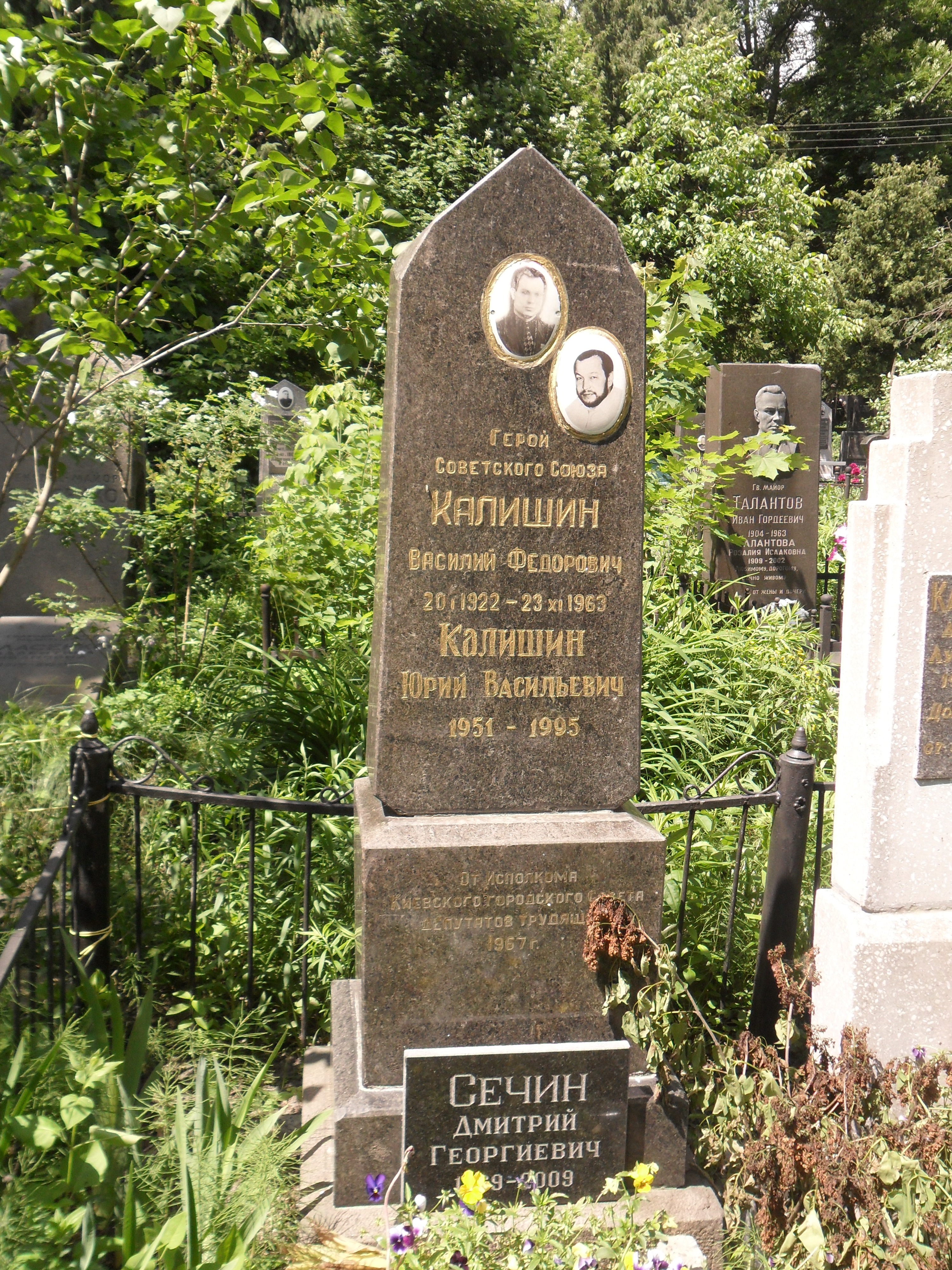
Могила Калишина на Лукьяновском военном кладбище Киева.

Василий Калишин родился 20 января 1922 года в селе Чардым (ныне — в Лопатинском районе Пензенской области). С 1924 года вместе с семьёй жил в Оренбургской области, где окончил семь классов школы. В 1940 году Калишин был призван на службу в Рабоче-крестьянскую Красную Армию. С июня 1941 года — на фронтах Великой Отечественной войны. Принимал участие в боях на Юго-Западном, Сталинградском, Брянском, Центральном, Воронежском и 1-м Украинском фронтах. Участвовал в боях под Киевом и Харьковом, Сталинградской и Курской битвах, освобождении Украинской и Белорусской ССР, Польши, Чехословакии, боях в Германии. К сентябрю 1943 года гвардии младший лейтенант Василий Калишин командовал взводом автоматчиков разведроты 23-й гвардейской мотострелковой бригады 7-го гвардейского танкового корпуса 3-й гвардейской танковой армии Воронежского фронта. Отличился во время битвы за Днепр.
В ночь с 23 на 24 сентября 1943 года разведгруппа, возглавляемая Калишиным, одном из первых в бригаде переправилась через Днепр в районе села Трахтемиров Каневского района Черкасской области Украинской ССР и захватила плацдарм на его западном берегу. 29 сентября Калишин находился в разведке в районе села Григоровка того же района, где гранатами лично уничтожил два пулемёта и около двадцати немецких солдат и офицеров.
Указом Президиума Верховного Совета СССР от 17 ноября 1943 года за «мужество и героизм, проявленные при форсировании Днепра и в боях на захваченном плацдарме» гвардии младший лейтенант Василий Калишин был удостоен высокого звания Героя Советского Союза с вручением ордена Ленина и медали «Золотая Звезда».
После окончания войны Калишин продолжил службу в Советской Армии. В 1948 году он окончил Высшую офицерскую бронетанковую школу. В 1949 году в звании лейтенанта Калишин был уволен в запас. Проживал и работал в Киеве. Окончил Киевский автодорожный институт. Скоропостижно скончался 23 ноября 1963 года, похоронен на Лукьяновском военном кладбище Киева.
Был также награждён орденами Красного Знамени, Отечественной войны 1-й степени, Красной Звезды, рядом медалей.